# Kasidoli (Pale)
Pour les articles homonymes, voir Kasidoli.
Kasidoli (en serbe cyrillique : Касидоли) est un village de Bosnie-Herzégovine. Il est situé sur le territoire de la Ville d'Istočno Sarajevo, dans la municipalité de Pale et dans la république serbe de Bosnie. Selon les premiers résultats du recensement bosnien de 2013, il ne compte aucun habitant.

## Géographie
Le village est situé au sud-est du mont Trebević.

## Démographie

### Évolution historique de la population dans la localité
| 1948 | 1953 | 1961 | 1971 | 1981 | 1991 | 2013 |
| ---- | ---- | ---- | ---- | ---- | ---- | ---- |
| -    | -    | 98   | 45   | 0    | 0    | 0    |

|  |